# Karl Stetter
Karl Otto Stetter, né le 16 juillet 1941 à Munich, est un microbiologiste allemand.
Il est spécialiste de l'étude de la vie microbienne extrêmophile et en particulier des archées thermophiles.